# The BBB
The BBB（英語: Breakthrough Bandwagon Books）は、編集長である清涼院流水が中心となってスタートした「作家の英語圏進出プロジェクト」。2012年12月1日開始。英語版だけでなく、The BBB日本版公式サイトがある。

## 概要
The BBB とは「Breakthrough Bandwagon Books」の頭字語であり、「時代の閉塞感を一点突破する（breakthrough）先頭集団（bandwagon）を志す本たち（books）」という意味で名付けられた。
参加する作家は森博嗣・高田崇史・蘇部健一・積木鏡介・秋月涼介など清涼院と同じメフィスト賞出身の者や、映画監督でもある作家の桜井亜美に加え、佐久間真人・ささきすばるなどのイラストレーター、デザイナー、さらに編集経験者らがある。
原則として月に1冊、紙ではなく電子書籍にて英語の新刊を刊行し、一部の作品は日本語版も同時刊行。
一部の電子書籍は2014年3月より無料提供を始め、公式サイトからダウンロードする他（PDF・ePubデータ）、Lulu・Kindle・Apple Books・Nook・Kobo・Google Playなどで無料配信されている。
2015年12月にThe BBB3周年を記念して『Cast Party 2015』を無料刊行。編集長・清涼院流水、校正責任者・エージェント工刀（くぬぎ）、チーフ・デザイナーのターニャが、The BBBに参加している全著者、全コンテンツについて、秘話を交えて語りつくした。YouTubeに動画も公開された。
2016年3月9日、映画化が予告されている『Girl recruits her God』著者の桜井亜美と、編集長・清涼院流水の特別動画がYouTubeに公開された。

## 日本文化の紹介
日本の文化や名所、習慣などを写真付きで紹介する「Semiweekly-pedia of Japan」は2013年4月より、英語版公式サイトにてスタート。ページ更新は月・金の週2回であり、2016年4月時点で掲載した主題は300を超えた。

## 日本語版
The BBB初となる日本語版のみの作品は、2016年4月1日刊行を開始。

## 主な作家
久保マサヒデ
著者の久保マサヒデは、神経難病のALS（筋萎縮性側索硬化症）と闘病しながら、これから海外に出る日本人のため『脱・英語力神話』に心血を注いで執筆した。
森博嗣
森博嗣初の英語短編集『Seven Stories』を2016年3月12日に刊行。短編全7作品が収録されている
森博嗣が自ら「最高傑作」と認めた『スカイ・クロラ』（英語版）は2017年2月28日に刊行、巻末に著者聞き書きの「『スカイ・クロラ』についての森博嗣氏インタビュー」を収録する。森博嗣のデビュー作『すべてがFになる』は2022年7月1日、英語版の分冊第1巻（全3巻）が発売された。